# Киселёв, Тихон Яковлевич
Ти́хон Я́ковлевич Киселёв (бел. Ці́хан Я́каўлевіч Кісялёў; 30 июля (12 августа) 1917, д. Огородня, Кормянская волость, Гомельский уезд, Могилёвская губерния, Российская империя — 11 января 1983, Минск, Белорусская ССР, СССР) — советский государственный и партийный деятель, первый секретарь ЦК компартии Беларуси, кандидат в члены Политбюро ЦК КПСС (1980—1983), Герой Социалистического Труда (1977).

## Биография
Родился 30 июля (12 августа) 1917 в деревне Огородня Кормянской волости Гомельского уезда Могилёвской губернии Российской империи (ныне деревня Огородня Кузьминичская в составе Добрушского района Гомельской области Республики Беларусь), в старообрядческой крестьянской семье. Отца лишился в два года.
Окончил Речицкое педагогическое училище (1936), заочно Гомельский педагогический институт (1941), Высшую партийную школу при ЦК ВКП(б) (1946). Член ВКП(б) с 1940.
С 1936 года на педагогической работе в школах Ельского района Гомельской области, преподавал белорусский язык и литературу.
С началом войны не был призван по состоянию здоровья, эвакуирован. В 1941—1944 годах — преподаватель, директор школы в Сталинградской области.
С 1944 года на партийной работе:
- 1948—1952 гг. — в аппарате ЦК КП(б) Беларуси,
- 1952—1955 гг. — первый секретарь Брестского обкома КП Беларуси,
- 1955—1956 гг. — секретарь ЦК КП Беларуси,
- 1956—1959 гг. — второй секретарь ЦК КП Беларуси, одновременно в 1958—1962 гг. — заместитель Председателя Совета Национальностей Верховного Совета СССР.
- С 9 апреля 1959 года по 11 декабря 1978 года — Председатель Совета Министров БССР. В июне 1967 года возглавлял делегацию БССР на V Чрезвычайной специальной сессии Генеральной Ассамблеи ООН.
- С 5 декабря 1978 года по 23 октября 1980 года — заместитель Председателя Совета Министров СССР.

С 16 октября 1980 года — первый секретарь ЦК Компартии Беларуси.
Член ЦК КПСС (1961—83 гг.). Кандидат в члены Политбюро ЦК КПСС (1980—83 гг.). Депутат Верховного Совета СССР (1954—83 гг.). Член Президиума Верховного Совета СССР (1980—83 гг.).
Скончался от рака 11 января 1983 года в Минске. Похоронен на Восточном кладбище.

 Киселёв выбил для Минска метрополитен. Претендовать на подземку могли только города-миллионеры. И в начале 1970-х годов в СССР таких городов было пять (Свердловск, Тбилиси и т. д.). А в Минске жили только 850 тысяч человек — недобор. Но Киселёв вцепился в идею минского метро, и ведь добился своего! Киселёв закладывал первый камень на стройплощадке метро. — Н. Н. Слюньков
Приведённое выше высказывание Н. Н. Слюнькова не соответствует действительности, метро в Минске строилось позже, чем в аналогичных по размеру городах СССР. Метрополитен в Тбилиси был открыт в 1966, когда его население составляло 800 тысяч человек, в Баку в 1967 также при населении около 800 тысяч. Население Минска тогда тоже было около 800 тысяч человек, но метро в Минске не начинали строить ещё 10 лет. На момент закладки первого камня Киселёвым (начало строительства метрополитена — 1977) население в Минске уже превышало 1,2 млн, а при открытии первой линии в 1984 превышало 1,4 млн. Открытие минского метро произошло через 12 лет после рождения миллионного жителя.

## Семья
Жена Нина Фёдоровна Лапицкая (1920—2008), дочери Людмила и Ангелина, внуки Ирина и Тихон.

## Награды
- Герой Социалистического Труда (11 августа 1977) — в связи с 60-летием
- пять орденов Ленина (18 января 1958, 11 августа 1967 — в связи с 50-летием, 27 августа 1971, 12 декабря 1973, 11 августа 1977 — к званию Герой Социалистического Труда)
- Орден Октябрьской Революции (26 марта 1982)
- Орден «Знак Почёта» (30 декабря 1948)
- Медаль «За трудовую доблесть» (25 декабря 1959)
- Медаль «За доблестный труд в Великой Отечественной войне 1941—1945 гг.» (6 июня 1945)
- Медаль «За укрепление боевого содружества» (2 июня 1980)

## Память
- Именем Героя названы улицы в Минске, Гомеле.
- В Минске на доме № 4 в Броневом переулке в 1983 году установлена мемориальная доска (скульптор В. Летун).
- Экспозиция в Добрушском районном краеведческом музее[4].